# Дюбуа, Даниель (боксёр)
Даниель Дюбуа (англ. Daniel Dubois; род. 6 сентября 1997, Лондон, Англия, Великобритания) — английский боксёр-профессионал, выступающий в тяжёлой весовой категории. Участник Юношеских Олимпийских игр (2014), многократный победитель и призёр международных турниров и национального первенства в любителях.
Среди профессионалов: бывший чемпион мира по версии IBF (2024—2025); бывший регулярный чемпион мира по версии WBA (2022—2023); временный чемпион мира по версии WBA (2021—2022), IBF (2024) в тяжёлом весе. Чемпион Европы по версии WBO (2019), чемпион Британского Содружества по версии CBC (2019—2020), чемпион Великобритании (2019—2020), чемпион Англии (2018—2020) и Южной территории Англии (Southern Area) (2017—2018) по версии BBBofC, также чемпион по версиям WBC Silver (2019—2020), WBO International (2019—2020), WBO Global (2019), чемпион мира среди молодёжи по версии WBC Youth (2017—2019) в тяжёлом весе. Обладатель награды «Нокаут года»  по версии журнала The Ring (2024).
Лучшая позиция по рейтингу BoxRec — 2-я (сентябрь 2024) и является 1-м среди британских боксёров тяжёлой весовой категории, по рейтингам основных международных боксёрских организаций занимал: 1-ю строку рейтинга WBA, 3-ю строчку рейтинга WBO и 7-ю строку рейтинга WBC, — уверенно входя в ТОП-10 лучших тяжеловесов всего мира.

## Биография
Родился в 1997 году в районе Гринвич Лондона.

## Любительская карьера
Боксом Даниель Дюбуа стал заниматься с 8 лет. С 14 лет входил в юниорские и молодёжные сборные команды Англии. В 2014 году участвовал в Юношеских Олимпийских играх и многих других молодёжных международных соревнованиях, где часто проигрывал в четвертьфинале или полуфинале восходящей звезде немецкого бокса — своему ровеснику немцу африканского происхождения Питеру Кадиру, который стал чемпионом Юношеских Олимпийских игр 2014 года в Нанкине (Китай) и завоевал золото многих других международных соревнований. Всего в любительском боксе Дюбуа провёл 70 официальных боёв, проиграв лишь в пяти, и почти все победы добыл нокаутом.
Дюбуа был главной надеждой Великобритании на Олимпийских играх 2020 года в Токио. Многие эксперты предрекали, что Даниель принесёт очередное золото, как это делали до него Энтони Джошуа, Одли Харрисон и Леннокс Льюис. Но Дюбуа решил иначе, сказав:

«Я очень хотел бы выступить на Олимпийских играх и побороться за золото. Если бы Олимпиада была в следующем году. Но ждать 4 года я не могу. Я знаю, что за 4 года в профи вырасту как боксёр куда больше, чем это было бы в любителях. К 2020 году я планирую стать чемпионом мира в профи».
— 

## Профессиональная карьера
Известный британский промоутер Фрэнк Уоррен подписал контракт с Дюбуа на профессиональные выступления в начале января 2017 года, заявив, что такого бойца как Дюбуа он «искал 35 лет».
Профессиональную карьеру боксёра Дюбуа начал 8 апреля 2017 года победив техническим нокаутом уже на 35-й секунде 1-го раунда своего соотечественника Маркуса Келли (1-0).
27 апреля 2019 года Дюбуа встретился с ганским боксёром Ричардом Ларти. Дюбуа был явным фаворитом, но оппонент сумел достать британца несколькими серьёзными ударами. Ларти упал в тяжёлый нокдаун в четвёртом раунде. Ганец поднялся до окончания счёта рефери, но бой был остановлен, чем Ларти остался недоволен.
13 июля 2019 года встретился с непобеждённым соотечественником Нэйтеном Горманом. Первый раунд был равным, после чего Дюбуа захватил преимущество. Горман упал в нокдаун в третьем раунде, а затем был нокаутирован в пятом раунде. На кону поединка стоял титул чемпиона Великобритании.
27 сентября того же года Дюбуа проводит поединок с ганским проспектом Эбенезером Тетте (19-0). С первых секунд Дюбуа начал прессинговать соперника и вскоре отправил Тетте на канвас. В начале третьей минуты он снова отправил гангского проспекта в нокдаун, победив техническим нокаутом в первом же раунде. На кону поединка стояли титулы чемпиона Содружества Наций и WBO International.
21 декабря 2019 года Даниэль Дюбуа выступил против японского боксёра Кётаро Фудзимото. На кону поединка стоял титул «серебряного» чемпиона по версии WBC и пояс интернационального чемпиона WBO. Бой закончился во второй раунде: Дюбуа дважды отправил оппонента на канвас. После второго нокдауна Фуджимото не смог подняться на ноги.
Дюбуа проводил конкурентные спарринги с такими опытными боксёрами как: Тайсон Фьюри, Энтони Джошуа, Джо Джойс и Фрейзер Кларк. Помогая готовиться к боям Энтони Джошуа, появился слух, что он сумел отправить его в нокдаун во время спарринг-боя, что подтвердил Дюбуа, но не подтвердили Энтони Джошуа и Фрейзер Кларк.

### Бой с Джозефом Джойсом
28 ноября 2020 года встретился с соотечественником Джозеф Джойс (11-0). Фаворитом в этом бою был Дюбуа (коэффициент на победу 4.28 к 1.25).
Бой между двумя перспективными британцами, не имевшими поражений на профессиональном ринге, проходил в достаточно высоком темпе и в конкурентной борьбе. Атаки Дюбуа выглядели достаточно опасными, но Джойс хорошо двигался и демонстрировал умение держать удар. Джойс больше и эффективнее действовал передней рукой, и к шестому раунду у Дюбуа практически закрылся левый глаз, что в итоге и привело его к поражению. В десятом раунде Джойс жестко попал навстречу джебом, и Дюбуа, отойдя, коснулся травмированного глаза, а затем опустился на колено, и не встал до окончания отсчета рефери. На момент остановки боя Дюбуа лидировал по мнению двух судей со счётом 86—85 и 88—83, а третий отдавал превосходство Джойсу 87—84.
После боя выяснилось, что помимо перелома орбитальной кости глазницы и повреждения зрительного нерва в бою против Джо Джойса у 23-летнего Дюбуа также зафиксировано кровотечение на сетчатке.

### Чемпионский бой с Богданом Дину
5 июня 2021 года, в Телфорде (Великобритания), досрочно нокаутом во 2-м раунде победил опытного румына Богдана Дину (20-2), и завоевал вакантный титул временного чемпиона мира по версии WBA в тяжёлом весе.

### Чемпионский бой с Тревором Брайаном
11 июня 2022 года, в Майами (США), досрочно нокаутом в 4-м раунде победил небитого американца регулярного чемпиона мира WBA Тревора Брайана (22-0), и завоевал титул регулярного чемпиона мира по версии WBA в тяжёлом весе.

### Чемпионский бой с Кевином Лереной
3 декабря 2022 года в Лондоне (Великобритания) досрочно техническим нокаутом в 3-м раунде победил опытного боксёра из ЮАР Кевин Лерена (28-1), и защитил титул регулярного чемпиона мира по версии WBA (1-я защита Дюбуа) в тяжёлом весе. Но в 1-м раунде Дюбуа побывал в нокдауне, и затем ещё дважды брал колено (предположительно британец повредил ногу в первом эпизоде), тем не менее рефери не останавливал бой. Затем Дюбуа восстановился и в 3-м раунде правым прямым уже сам уронил Кевина Лерену, — и тот был солидно потрясён. Дюбуа продолжил избивать африканца, и снова уронил его на последней секунде 3-го раунда, после чего рефери остановил бой и не дал возможности претенденту восстановиться — сразу же зафиксировал победу чемпиона техническим нокаутом. После боя промоутер Лерены Родни Берман (Golden Gloves Promotion) заявил, что направит иск в WBA и BBBofC, — он недоволен действиями рефери, и считает их предвзятыми. Промоутер утверждает, что решающий удар в 3-м раунде был нанесён уже после сигнала об окончании трёхминутки, — то есть был нелегальным.

### Чемпионский бой с Александром Усиком
В апреле 2023 года Всемирная боксёрская ассоциация (WBA) потребовала от команды объединённого чемпиона мира по версиям WBA/IBF/WBO в супертяжелом весе Александра Усика (20-0, 13 КО) начать переговоры с обладателем титула регулярного чемпиона мира по версии WBA британцем Даниэлем Дюбуа (19-1, 18 КО), сообщает Boxing Scene. Команды бойцов должны были подписать контракт на поединок до 2 мая. Но контракт не был подписан, по правилам боксёрской федерации бой был выставлен на торги. И 25 мая в Хьюстоне (США) состоялись промоутерские торги за право выступить организатором этого поединка. Цена проведения боя на старте составила 1 миллион $. Команда Усика внесла на торги 8 млн $. Сторона Дюбуа смогла выставить на кон — 5,6 млн $. На торгах победила ставка команды Усика. По правилам организации Усику, как полноценному чемпиону, полагается $6 042 750, то есть 75 % от общего призового фонда. Соответственно, Дюбуа гарантированно получит 25 % или $2 014 250.
Бой прошёл 26 августа 2023 года во Вроцлаве (Польша). Поединок был рассчитан на двенадцать раундов, но не прошёл всю дистанцию и закончился победой Усика нокаутом в 9-м раунде. В 5-м раунде Усик оказался на настиле ринга после «удара ниже пояса» и рефери Луис Пабон дал чемпиону длительный более 4-х минут тайм-аут для восстановления. Команда Дюбуа считает что это был легальный нокаутирующий удар. Но бой продолжился и Дюбуа неплохо провёл 8-й раунд, и возможно выигрывал его до последних секунд, когда пропустил комбинацию Усика и «взял колено», а рефери отсчитал нокдаун. В 9-м раунде Усик активизировался и ещё раз отправил Дюбуа в нокдаун жёстким джебом, после которого Дюбуа снова «взял колено», и готов был продолжить бой, но рефери остановил поединок засчитав победу Усику. На момент остановки двое судей насчитали: 79—72, а третий — 78-73 — в пользу Усика. После боя, судейство в этом поединке вызвало споры в Великобритании — некоторые боксёры и эксперты бокса считают что именно Даниель Дюбуа победил в этом поединке отправив в нокаут Александра Усика боди-панчем в 5-м раунде, но ему просто не отдали эту победу. «Я не думаю, что это был удар ниже пояса. Меня обманули, лишив победы» — прокомментировал поражение Дюбуа. Промоутер Фрэнк Уоррен, представляющий Даниэля Дюбуа, заявил, что его клиент не бил украинца ниже пояса и призвал провести реванш. Расс Анбер, катмен Александра Усика прокомментировал запрещенный удар: «Пупок — это граница для удара ниже пояса, просто и понятно. Все, что ниже этой черты, — это удар ниже пояса». Промоутер украинца Александр Красюк выложил у себя в инстаграм скриншот момента удара ниже пояса, подписав фото: «Для тех, кто увидел удар по правилам». Британские боксеры Тони Беллью и Лиам Смит поддержали украинца. «Это было ниже пояса, неважно, как высоко были надеты его шорты. К слову, команда Дюбуа могла потребовать от Усика спустить шорты перед боем, если им что-то не нравилось. Да, Усик выжал максимум времени на восстановление, которое ему позволили. Но никто не может ответить, остался бы он на ногах, если бы судья засчитал этот удар».

### Бой с Джареллом Миллером
23 декабря 2023 года в Эр-Рияде (Саудовская Аравия) вышел на ринг против непобежденного 35-летнего американца Джарелла Миллера в андеркарте супершоу главным событием которого стал поединок между топовыми супертяжеловесами «Энтони Джошуа — Отто Валлин». Дюбуа досрочно победил американца — рефери остановил бой за 10 секунд до конца последнего 10-го раунда. С первого раунда Миллер который превосходил Дюбуа в весе на 45 кг пошел вперед перекрываясь блоком. Дюбуа пришлось быть максимально активным на ногах и постоянно работать джебом, чтобы не ввязываться в силовую борьбу. Такая стратегия оказалась очень энергозатратной, но принесла успех — Миллер больше устал, сказывался большой вес, тоннаж пропущенных ударов и в последнем раунде еле стоял на ногах. Дюбуа же сохранил чуть больше сил для решающей атаки в концовке с множеством ударов которые заставили рефери прекратить бой за десять секунд до конца 10 -го раунда. ТКО 10. Компьютеризированная систем Compubox обнародовала статистику нанесённых/точных ударов поединка: Дюбуа установил новый персональный рекорд по числу точных ударов — 208 (из 517 выброшенных). Миллер выбрасывал значительно реже (379) и, соответственно, попадал меньше (107). Точными оказались 48,3 % силовых ударов Дюбуа (58,5 % в 10-м раунде), причём 33 % результативных ударов с акцентом были нанесены по корпусу Миллера.

### Бой с Филипом Хрговичем
1 июня 2024 года в Саудовской Аравии встретился с обязательным претендентом на титул IBF в тяжелом весе из Хорватии Филипом Хрговичем. Бой проходил в андеркарде главного события вечера — поединка Деонтея Уальдера и Чжана Чжилейя. Бой начался активно и без разведки. Дюбуа проиграв пару стартовых раундов из-за ошибок в защите смог переломить ход боя в свою сторону. Включившись в 3-м раунде за счет джеба и работы ног он начал забирать раунды у начинающего уставать Хрговича. Положение хорвата осложняла сечка которая очень мешала. Начиная с 6-го раунда инициатива полностью перешла к Дюбуа, а уставший Хргович пропускал атаки почувствовавшего свой шанс британца. В 8-м раунде еле стоящий на ногах Хргович был осмотрен доктором после чего, по совету врача, бой был остановлен и объявлена победа Дюбуа ТКО 8.

### Бой с Энтони Джошуа
21 сентября 2024 года в Лондоне на переполненном стадионе «Уэмбли» вместившим рекордные 96 тысяч человек состоялся вечер бокса, в главном событии которого прошел поединок за титул IBF в тяжелом весе оставленный Александром Усиком. Бывший временным чемпион IBF, а перед боем уже полноценный чемпион мира по версии IBF Дюбуа выходил на первую защиту титула против фаворита боя, экс-чемпиона мира WBA, WBO, IBF, а ныне № 3 рейтинга Энтони Джошуа. Несмотря на статус андердога у болельщиков и экспертов Дюбуа сразу дал понять что боя на тихой волне не будет. Чемпион выбрал агрессивную тактику, постоянно шел вперед и искал возможности вести открытый бокс. И такая тактика принесла плоды в конце раунда когда точный удар чемпиона посылает Джошуа в нокдаун. Рефери считает ему нокдаун. Второй раунд так же проходит при преимуществе чемпиона который понимает, что Джошуа ещё не успел восстановиться поэтому наращивает давление. Джошуа налегает на клинчи и максимально отрабатывает на ногах. В третьем раунде Джошуа попытался не отдавать пространство и сразу встречать Дюбуа жестким джебом, но за десять секунд до конца снова пропускает двойку и заваливается на канаты принимая на себя добивающие удары оказывается на полу. Рефери отсчитывает второй нокдаун, Джошуа садится в свой угол. В 4-м раунде Джошуа в первом же размене и ободном попадании на первых секундах пропускает и падает на канвас. Нокдаун № 3. Раунд проходит нервно, Джошуа суетится и пропускает много не акцентированных ударов, рефери делает замечание Дюбуа за случайный удар в пояс и за опасное сближение головой. Пауза дает Энтони отдышаться пусть, но раунд проигран как и предыдущие. 5-й раунд оказывается последним. Джошуа попадает было справа, потрясает чемпиона, но при попытке добить натыкается два жестких правых и оказываясь в тяжелейшим нокауте. Рефери посчитав останавливает бой. Гонорары боксеров составили: Чемпион защитив пояс получил 3,5 млн фунтов стерлингов (4,6 миллиона долларов). Сумма от PPV была разделена в пропорции 60 на 40 в пользу суперзвезды Джошуа, благодаря чему Дэниель получил ещё $10 млн. Гонорар проигравшего Джошуа составил 6 миллионов фунтов стерлингов (7,98 миллиона долларов) и 60 % прибыли от PPV. Суммарный доход составил более $33 млн.

### Сорвавшийся бой с Джозефом Паркером
22 февраля 2025 года в Эр-Рияде (Саудовская Аравия) был запланирован бой  против добровольного претендента, «временного» чемпиона WBO из Новой Зеландии Джозефа Паркера в рамках масштабного боксёрского шоу серии Riyadh Season. Дюбуа выбыл из боя заболев вирусной инфекции, а его заменил конголезский тяжеловес Мартин Баколе проигравший нокаутом. IBF сохранила пояс за Дюбуа.

### Реванш за все пояса с Усиком
27 апреля 2025 года стало известно, что бой за все пояса в супертяжелом весе состоится 19 июля в Лондоне (Англия) и пройдёт на стадионе «Уэмбли». Ранее не было уверенности, что сторонам получиться организовать объединительный бой, у обоих чемпионов есть обязательные претенденты: у Александра Усика владеющего тремя основными поясами WBA-Super, WBO, WBC и поясом журнала The Ring, есть два обязательных претендента в лице Джозефа Паркера от WBO и Агита Кабайля по линии WBC, а у Дэниэла Дюбуа обязательный претендент Дерек Чисора. Итогом боя стало поражение Дюбуа нокаутом в 5-м раунде. 

## Статистика профессиональных боёв
В таблице перечислены результаты всех поединков боксёров.
В каждой строке указан результат поединка. Дополнительно номер поединка обозначен цветом, который обозначает итог поединка. Расшифровка обозначений и цветов представлена в нижеследующей таблице.
| Пример | Расшифровка                     |
| ------ | ------------------------------- |
|        | Победа                          |
|        | Ничья                           |
|        | Поражение                       |
|        | Планируемый поединок            |
|        | Поединок признан несостоявшимся |
| КО     | Нокаут                          |
| ТКО    | Технический нокаут              |
| PTS    | Решение судей (по очкам)        |
| UD     | Единогласное решение судей      |
| MD     | Решение большинства судей       |
| SD     | Раздельное решение судей        |
| RTD    | Отказ от продолжения боя        |
| DQ     | Дисквалификация                 |
| NC     | Поединок признан несостоявшимся |

| 25 боёв, 22 победы (21 нокаутом), 3 поражения. | 25 боёв, 22 победы (21 нокаутом), 3 поражения. | 25 боёв, 22 победы (21 нокаутом), 3 поражения. | 25 боёв, 22 победы (21 нокаутом), 3 поражения. | 25 боёв, 22 победы (21 нокаутом), 3 поражения.                 | 25 боёв, 22 победы (21 нокаутом), 3 поражения. | 25 боёв, 22 победы (21 нокаутом), 3 поражения. |
| Бой                                            | Рекорд                                         | Дата боя                                       | Соперник                                       | Место проведения боя                                           | Результат                                      | Дополнительно |
| ---------------------------------------------- | ---------------------------------------------- | ---------------------------------------------- | ---------------------------------------------- | -------------------------------------------------------------- | ---------------------------------------------- | --- |
| 25                                             | 22-3                                           | 19 июля 2025                                   | Александр Усик (2) (23-0)                      | Стадион Уэмбли, Лондон, Великобритания                         | KO 5 (12)                                      | Бой за звание абсолютного чемпиона мира в тяжелом весе по версиям WBA-Super, WBO, IBO (5-я защита Усика), The Ring (4-я защита Усика), WBC (2-я защита Усика), IBF (2-я защита Дюбуа) в тяжёлом весе. Дюбуа дважды в нокдане в 5-м раунде.                                 |
| 24                                             | 22-2                                           | 21 сентября 2024                               | Энтони Джошуа (28-3)                           | Wembley Stadium, Лондон, Великобритания                        | KO 5 (12), 0:59                                | Защитил титул чемпиона мира по версии IBF (1-я защита Дюбуа) в тяжелом весе. Джошуа в нокдауне в 1-м, 3-м и 4-м раундах. |
| 23                                             | 21-2                                           | 1 июня 2024                                    | Филип Хргович (17-0)                           | Kingdom Arena, Эр-Рияд, Саудовская Аравия                      | TKO 8 (12), 0:57                               | Завоевал титул временного чемпиона мира по версии IBF в тяжёлом весе. |
| 22                                             | 20-2                                           | 23 декабря 2023                                | Джаррелл Миллер (26-0-1)                       | Kingdom Arena, Эр-Рияд, Саудовская Аравия                      | TKO 10 (10), 2:52                              | |
| 21                                             | 19-2                                           | 26 августа 2023                                | Александр Усик (20-0)                          | Стадион Вроцлав, Вроцлав, Польша                               | KO 9 (12), 0:48                                | Бой за титулы чемпиона мира по версиям WBA-Super, WBO, IBF, IBO (2-я защита Усика), The Ring (1 защита Усика) в тяжёлом весе. Дюбуа в нокдауне в 8-м и 9-м раундах. |
| 20                                             | 19-1                                           | 3 декабря 2022                                 | Кевин Лерена (28-1)                            | Tottenham Hotspur Stadium, Тоттенем, Лондон, Великобритания    | ТKO 3 (12), 3:00                               | Защитил титул регулярного чемпиона мира по версии WBA (1-я защита Дюбуа) в тяжёлом весе. |
| 19                                             | 18-1                                           | 11 июня 2022                                   | Тревор Брайан (22-0)                           | Casino Miami Jai Alai, Майами, Флорида, США                    | KO 4 (12), 1:58                                | Завоевал титул регулярного чемпиона мира по версии WBA (2-я защита Брайана) в тяжёлом весе. |
| 18                                             | 17-1                                           | 29 августа 2021                                | Джо Кусумано (19-3)                            | Рокет Мортгедж Филдхаус, Кливленд, Огайо, США                  | TKO 1 (10), 2:10                               | |
| 17                                             | 16-1                                           | 5 июня 2021                                    | Богдан Дину (20-2)                             | Telford International Center, Телфорд, Шропшир, Великобритания | KO 2 (12), 0:31                                | Завоевал вакантный титул временного чемпиона мира по версии WBA в тяжёлом весе. |
| 16                                             | 15-1                                           | 28 ноября 2020                                 | Джозеф Джойс (11-0)                            | Church House, Вестминстер, Лондон, Великобритания              | KO 10 (12), 0:36                               | Бой за вакантный титул чемпиона Европы по версии EBU, титул чемпиона мира по версиям WBC Silver (1-я защита Дюбуа), WBO International (3-я защита Дюбуа), чемпиона Британского Содружества (1-я защита Дюбуа) и чемпиона Великобритании (1-я защита Дюбуа) в тяжёлом весе. |
| 15                                             | 15-0                                           | 29 августа 2020                                | Рикардо Снайдерс (18-1)                        | BT Sport Studio, Лондон, Великобритания                        | TKO 2 (12), 0:20                               | Защитил титул чемпиона по версии WBO International (2-я защита Дюбуа) в тяжёлом весе. |
| 14                                             | 14-0                                           | 21 декабря 2019                                | Кётаро Фудзимото (21-1)                        | Коппер-Бокс, Лондон, Великобритания                            | KO 2 (12), 2:10                                | Завоевал вакантные титул чемпиона по версии WBC Silver и защитил титул чемпиона по версии WBO International (1-я защита Дюбуа) в тяжёлом весе. |
| 13                                             | 13-0                                           | 27 сентября 2019                               | Эбенезер Тетте (19-0)                          | Королевский Альберт-холл, Лондон, Великобритания               | TKO 1 (12), 2:10                               | Завоевал вакантные титулы чемпиона WBO International и чемпиона Содружества наций по версии BBBofC в тяжёлом весе. |
| 12                                             | 12-0                                           | 13 июля 2019                                   | Нэйтен Горман (16-0)                           | O2 Арена, Лондон, Великобритания                               | KO 5 (12), 2:41                                | Завоевал вакантный титул чемпиона Великобритании по версии BBBofC в тяжёлом весе. |
| 11                                             | 11-0                                           | 27 апреля 2019                                 | Ричард Ларти (14-1)                            | Уэмбли, Лондон, Великобритания                                 | KO 4 (10), 1:50                                | |
| 10                                             | 10-0                                           | 8 марта 2019                                   | Разван Кожану (16-5)                           | Royal Albert Hall, Лондон, Великобритания                      | KO 2 (10), 2:48                                | Завоевал вакантный титул чемпиона Европы по версии WBO в тяжёлом весе. |
| 9                                              | 9-0                                            | 6 октября 2018                                 | Кевин Джонсон (32-10-1)                        | Лестер, Лестершир, Великобритания                              | PTS 10                                         | Счёт: 100-91. |
| 8                                              | 8-0                                            | 23 июня 2018                                   | Том Литтл (10-5)                               | O2 Арена, Лондон, Великобритания                               | TKO 5 (10), 0:58                               | Завоевал вакантный титул чемпиона Англии по версии BBBofC в супертяжёлом весе. |
| 7                                              | 7-0                                            | 24 февраля 2018                                | Дэвид Джонс (8-0-1)                            | Йорк-холл, Лондон, Великобритания                              | TKO 3 (10), 2:23                               | Защитил титул чемпиона Southern Area по версии BBBofC в супертяжёлом весе. |
| 6                                              | 6-0                                            | 9 декабря 2017                                 | Дориан Дарч (12-5-1)                           | Коппер-Бокс, Лондон, Великобритания                            | TKO 2 (10), 0:51                               | |
| 5                                              | 5-0                                            | 16 сентября 2017                               | Эйджей Картер (8-3)                            | Коппер-Бокс, Лондон, Великобритания                            | TKO 1 (10), 0:48                               | Завоевал вакантный титул чемпиона Southern Area по версии BBBofC в супертяжёлом весе. |
| 4                                              | 4-0                                            | 8 июля 2017                                    | Маурисио Барраган (15-1)                       | Коппер-Бокс, Лондон, Великобритания                            | KO 2 (10), 1:41                                | Завоевал вакантный титул чемпиона мира среди молодёжи по версии WBC Youth в супертяжёлом весе. |
| 3                                              | 3-0                                            | 20 мая 2017                                    | Дэвид Хоу (13-5)                               | Коппер-Бокс, Лондон, Великобритания                            | KO 1 (4), 0:40                                 | |
| 2                                              | 2-0                                            | 22 апреля 2017                                 | Блез Епму Мендоу (3-1)                         | Лестер Арена, Лестер, Великобритания                           | TKO 2 (4), 0:48                                | |
| 1                                              | 1-0                                            | 8 апреля 2017                                  | Маркус Келли (1-0)                             | Манчестер Арена, Манчестер, Великобритания                     | TKO 1 (4), 0:35                                | Дебют в профессиональном боксе. |
| Бой                                            | Рекорд                                         | Дата боя                                       | Соперник                                       | Место проведения боя                                           | Результат                                      | Дополнительно |